# Epinotia infessana
Epinotia infessana es una especie de polilla tortrix perteneciente al género Epinotia, categorizada en la tribu Eucosmini, de la subfamilia Olethreutinae. Fue descrita por Walsingham en 1900.
La especie es válida y aceptada y aparece registrada en una sección de la publicación Annals and Magazine of Natural History (7) 6, 404 de 1900.

## Distribución
Se distribuye por Siria, específicamente en Damasco. También reportada en Palestina.